# Louis Rigel
Pour les articles homonymes, voir Rigel (homonymie).
Louis Rigel est un pianiste, compositeur et pédagogue français né en 1769 à Paris et mort le 25 février 1811 au Havre.

## Biographie
Louis Rigel naît en 1769 à Paris,. Issu d'une famille de musiciens, il est le fils aîné d'Henri-Joseph Rigel,.
Il étudie la musique auprès de son père et devient pianiste et professeur,.
En 1784, il est altiste dans l'Orchestre du Concert spirituel et en 1790, violoniste dans l'Orchestre de l'Opéra de Paris.
Il est le premier à publier un arrangement pour clavier (accompagné de deux violons, d'un alto et d'une basse) des 6 symphonies parisiennes de Joseph Haydn (Paris, Boyer, 1788). Il publie aussi des romances dans Feuilles de Terpsichore (1786-1787) et d'autres arrangements pour clavier, de trios de Pleyel et de diverses ouvertures d'opéra, et laisse un certain nombre d'œuvres inédites,.
Après la Révolution, il s'installe au Havre, où il vit jusqu'à sa mort, qui survient le 25 février 1811.